# Sztab kryzysowy
Sztab kryzysowy – to ogniwo pomocnicze, zespół, który odpowiada za przygotowanie do kryzysu, ale także planowanie i podejmowanie działań, gdy do zdarzenia kryzysowego dojdzie.
Na poziomie państwa, w administracji publicznej, podejmowanie decyzji w przypadku zdarzeń o znacznych rozmiarach z którymi nie mogą sobie poradzić pojedyncze podmioty i służby reguluje Ustawa z dnia 26 kwietnia 2007 r. o zarządzaniu kryzysowym. Jednak w samej ustawie nie pada pojęcie sztabu kryzysowego. Zdefiniowany został natomiast między innymi Rządowy Zespół Zarządzania Kryzysowego, jako organ opiniodawczo-doradczy właściwy w sprawach inicjowania i koordynowania działań podejmowanych w zakresie zarządzania kryzysowego. Ustawa o zarządzaniu kryzysowym wskazuje również, iż główne kompetencje w zakresie zarządzania kryzysowego posiada Prezes Rady Ministrów, następnie na kolejnym poziomie Wojewoda poprzez Wojewódzki Zespół Zarządzania Kryzysowego czy Wojewódzkie Centrum Zarządzania Kryzysowego. W ustawie nie pada pojęcie sztab kryzysowy, ale z uwagi na zakres kompetencji uznaje się, że jest to pojęcie tożsame z Wydziałami Bezpieczeństwa i Zarządzania Kryzysowego lub Zespołami Zarządzania Kryzysowego. Na poziomie powiatów za proces zarządzania kryzysowego odpowiada Starosta, zaś na poziomie gmin Wójt lub Burmistrz. Ich organami pomocniczymi w zakresie w zarządzania kryzysowego mogą być powiatowy lub gminny zespół zarządzania kryzysowego. Często dla powyższych, przyjętych w ustawie nazw organów, zamiennie stosuje się nazwę „sztab kryzysowy”, chociaż taki termin w ustawach nie występuje.
Idea sztabu kryzysowego zawiera się w zadaniach i konstrukcji zespołu zarządzania kryzysowego. Samo słowo „sztab” pojawia się natomiast w szeregu dokumentów i rozporządzeń, w tym np. w Zarządzeniu nr 213 Komendanta Głównego Policji z dnia 28 lutego 2007 r. w sprawie metod i form przygotowania i realizacji zadań Policji w przypadkach zagrożenia życia i zdrowia ludzi lub ich mienia albo bezpieczeństwa i porządku publicznego. Sztab jest na przykład ogniwem pomocniczym Dowódcy, zaś we wskazanym rozporządzeniu (art. 11) sztab kryzysowy jest tożsamy z pojęciem „sztab”.
Każdorazowo w kontekście różnych rodzajów kryzysów, pojawia się obszar zarządzania komunikacją. Pojęciem nierozerwalnie związanym z sytuacją kryzysową jest zatem zarządzanie informacją. Działania te realizowane są przez sztab kryzysowy lub jego członków, np. rzeczników prasowych. Sztab kryzysowy na poziomie definicyjnym odnajdujemy zatem głównie w obszarze zarządzania komunikacją (public relations), ale także w kontekście kompleksowego zarządzania danym podmiotem.

## Sztab wykorzystywany w obszarze komunikacji
Sztab kryzysowy w obszarze komunikacji definiowany jest jako zespół powoływany w celu przygotowania i zabezpieczenia podmiotu (firmy, organizacji) na wypadek zaistnienia kryzysu wizerunkowego. Stanowi także wsparcie podczas kryzysów. Może zostać powołany przed podjęciem działań lub w trakcie przygotowania do wystąpienia sytuacji kryzysowej. Najczęściej jednak, co wynika z praktyki gospodarczej, zawiązuje się na początku – przed lub po audycie, po antykryzysowej burzy mózgów lub wówczas, gdy kryzys wizerunkowy już zaistnieje. Opisywany jest najczęściej w literaturze przy okazji omawiania obszaru jakim jest zarządzanie w sytuacjach kryzysowych.
Dobór członków sztabu kryzysowego zależy od wielu zmiennych wynikających z sytuacji, z którą zmaga się doświadczany kryzysem podmiot, powinien ponadto uwzględniać predyspozycje i umiejętności tworzących go osób, które za każdym razem muszą być w stanie podołać przypisanym im zadaniom. W skład tej grupy wchodzą zwykle pracownicy o strategicznym znaczeniu dla organizacji.

## Członkowie sztabu kryzysowego w obszarze komunikacji
W przypadku budowy sztabu, ale w kontekście kryzysów wizerunkowych mogą się znaleźć:
- lider, np. członek zarządu kierujący pracami sztabu, który planuje, ale także zatwierdza działania[14]
- rzecznik prasowy i/lub osoba zajmująca się media relations (specjalista lub ekspert public relations), czyli ktoś, kto przyjmie na siebie odpowiedzialność za całokształt treści ustalonych i eksponowanych na zewnątrz,
- osoba reprezentująca zespół lub dział dotknięty zdarzeniem kryzysowym, np. menedżer odpowiedzialny za ten obszar, co ma szczególne znaczenie z uwagi na wiedzę pochodzącą bezpośrednio ze źródła problemów,
- psycholog, wykorzystywany szczególnie wtedy, gdy dochodzi do zaangażowania emocjonalnego uczestników – niektóre osoby poszkodowane przez kryzys odczuwają jego skutki nie tylko w kontekście kategorii finansowych, działania firmy, jej przyszłości, lecz także w obszarze kondycji psychicznej,
- inne osoby, w zależności od potrzeb, takie jak mediator, którego zadania mogą być związane z ustalaniem warunków porozumienia między stronami konfliktu (jeżeli występują problemy na linii pracodawca–pracownik lub jego przedstawiciele, tacy jak rady pracownicze lub związki zawodowe), prawnik, specjalista ds. BHP,
- w wyjątkowych przypadkach do zespołu kryzysowego dobiera się reprezentantów firmy monitorującej media – jako wsparcie analityczne i eksperckie.